# Preith
Preith ist ein Gemeindeteil der Gemeinde Pollenfeld im oberbayerischen Landkreis Eichstätt.

## Geographische Lage
Das Pfarrdorf liegt 5 km nördlich von Eichstätt auf der Hochfläche der Frankenalb an der Straße von Eichstätt über Pollenfeld und Altdorf nach Kinding.

## Geschichte
Preith (früher auch Breydt, Preyd, Breit, Breith, Preit oder Preut) ist eine Ansiedlung an der ehemaligen, von Südosten nach Nordwesten verlaufenden Verbindungsstraße der Römer zwischen dem Kastell von Pfünz und dem Kastell von Weißenburg. Ein „Römerstein“ nordwestlich des Dorfes erinnert daran. An der Stelle der heutigen Kirche soll ein römischer Signalturm gestanden haben.
Das Dorf ist erstmals 1178 urkundlich erwähnt, als Papst Alexander III. dem Domkapitel Eichstätt Besitzungen in Preith bestätigte. 1302 veräußerte Ritter Heinrich von Muhr von Chunenstein, Burgbesitzer von Konstein, seine Hofmark „Breid“ an das Eichstätter Domkapitel; damit gingen das Patronatsrecht, das Dorfgericht sowie alle Zehentabgaben an die Domherren über. 1378 ist ein weiterer Verkauf des Dorfes aktenkundig: Dorf, Patronat, Gericht und Vogtei gingen von Burkhard von Seckendorf an Heinrich Regeldorfer über. 1429 erwarb Hans Mair, Bürger zu Eichstätt, das halbe Dorf. 1466 ging das Dorf mit dem zugehörigen Wald aus dem Besitz der Frau des Hutzelmayer zum Stein an das Eichstätter Kloster St. Walburg über, das bereits 1414 den großen Zehent zu Preith von Michael Regeldorfer zu Obereichstätt erworben hatte. Von diesem Zeitpunkt an ist Preith bis zur Säkularisation 1806 ein Klosterdorf. Nach der Säkularisation war Preith für kurze Zeit im Besitz des Leuchtenbergischen Herzoggeschlechts.
Von 1958 bis 1962 wurde eine Flurbereinigung durchgeführt.
Am 1. Mai 1978 wurde im Zuge der Gebietsreform die Gemeinde Preith aufgelöst. Der Ort Preith wurde in die Gemeinde Pollenfeld eingegliedert. Die anderen Ortsteile der ehemaligen Gemeinde, Häringhof, Lüften, Wimpasing und Ziegelhof, kamen zur Stadt Eichstätt. Die Einwohnerzahl lag im Jahr 2008 bei 899 (1855: 356; 1900: 280). Das Dorf hat ein reiches weltliches und kirchliches Vereinsleben.

## Pfarrkirche St. Brigida

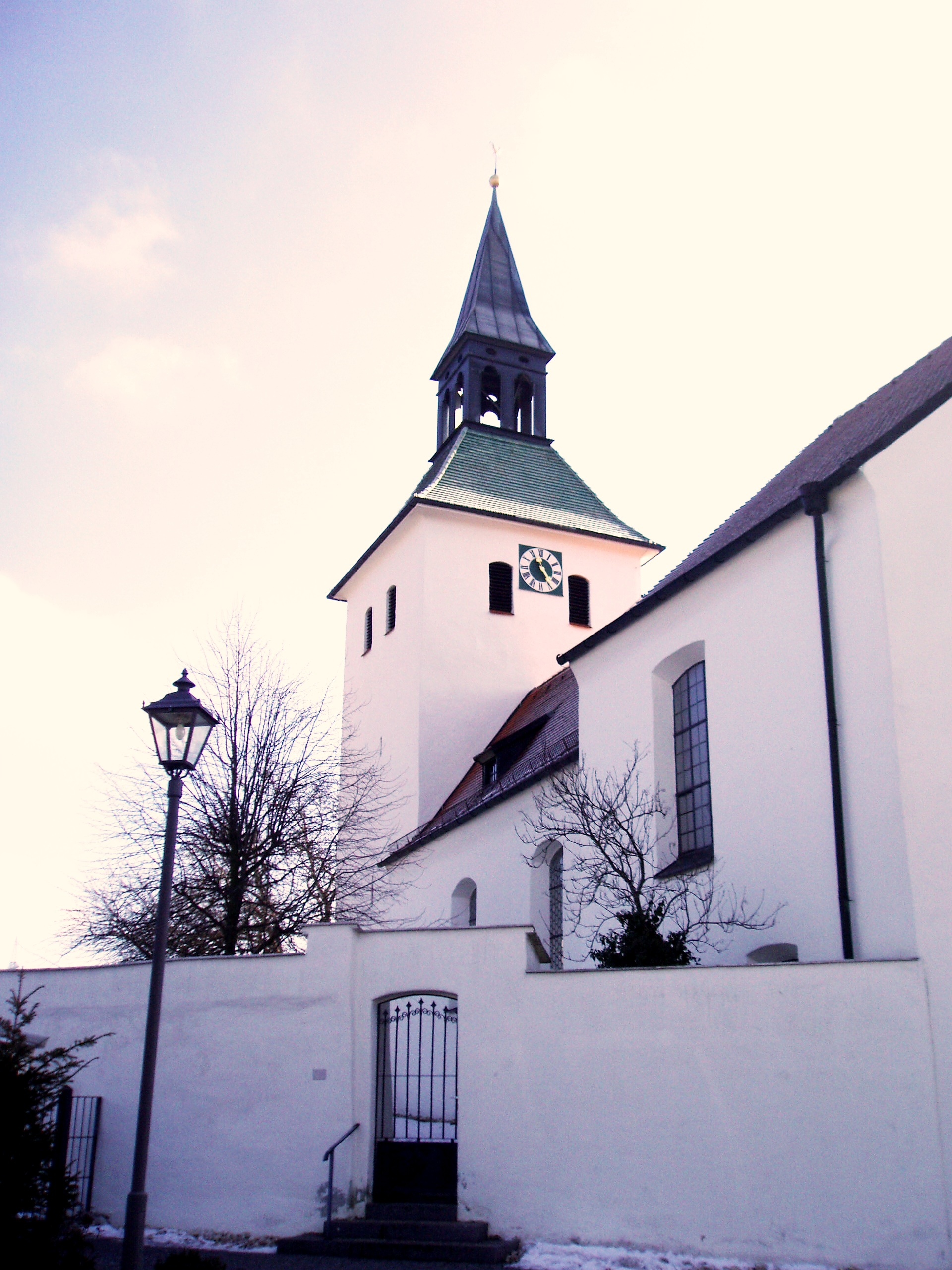
Die Wehrkirche von Preith

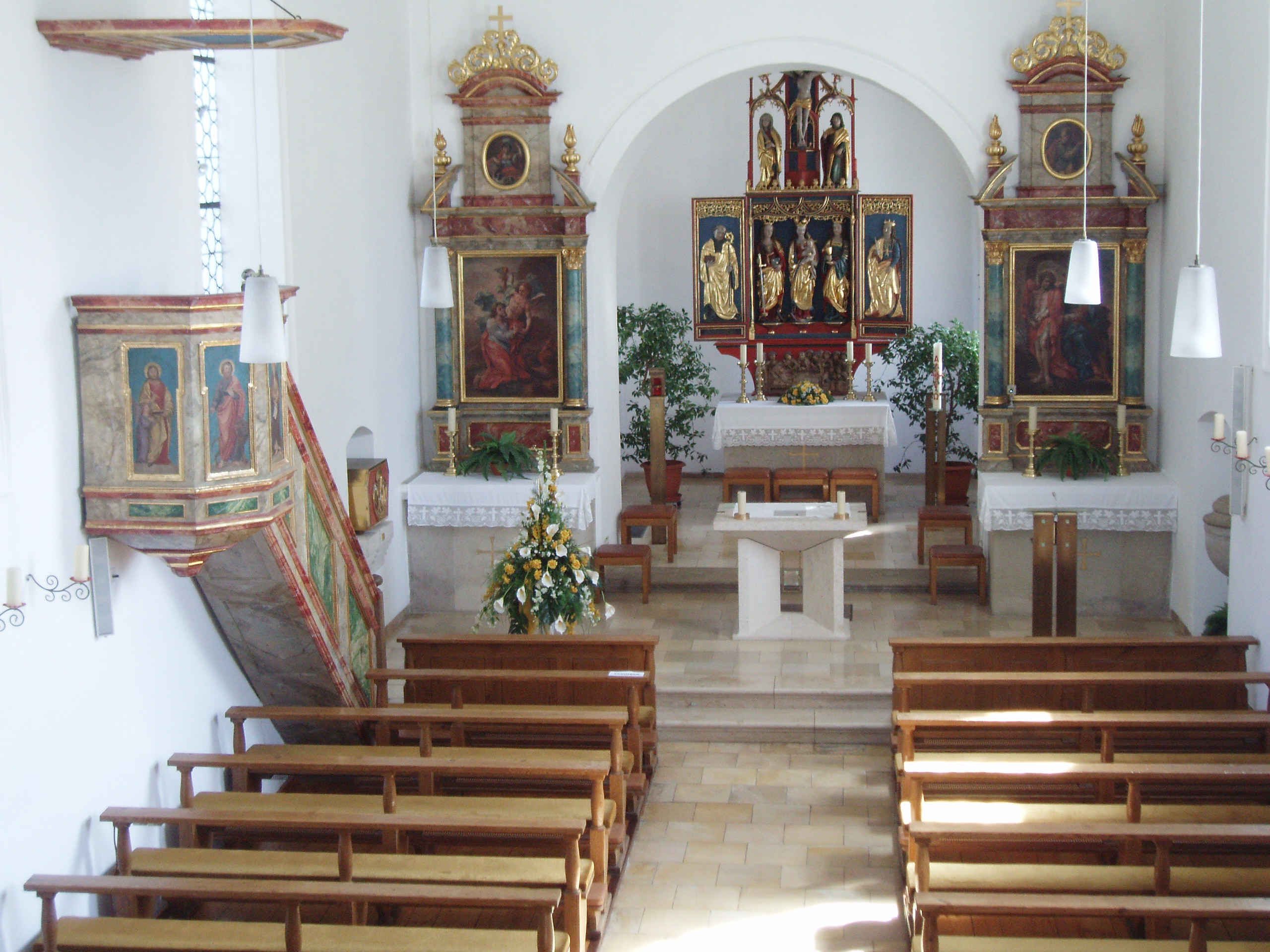
Blick in die Wehrkirche St. Brigida

Die der hl. Brigida geweihte katholische Pfarrkirche ist eine mittelalterliche Wehrkirche, die noch heute von einer (nicht mehr in ursprünglicher Höhe erhaltenen) Mauer umgeben wird und an der Südwestseite dieses Berings einen zweigeschossigen Torturm mit Satteldach aufweist. Innerhalb des Berings befand sich der 1994 aufgelassene Friedhof; Grabsteine des 18. und frühen 19. Jahrhunderts stehen noch. Während der 1708 von Hofbaumeister Jakob Engel erhöhte, mit abgeschnittenem Ziegelhelm und vierseitiger offener Laterne versehene Kirchturm und der Bering noch aus dem Mittelalter stammen, wurde das Langhaus 1727 neu erbaut und 1935 unter dem Architekten Friedrich Ferdinand Haindl nach Westen unter Abbruch der dortigen Friedhofsmauer verlängert, verbreitert und erhöht.
Der Hochaltarschrein von 1510/20 stammt wohl aus dem Kloster St. Walburg und ersetzte einen Barockaltar von 1727, der heute in der Wallfahrtskirche von Freystadt in der Oberpfalz steht. Dessen Altarbild in Öl von 1700 verblieb aber in Preith und hängt an der Nordwand des Langhauses. Es zeigt die Kirchenpatronin und die Eichstätter Diözesanheiligen Willibald und Walburga. Der Hochaltar hat als Figurenschmuck Katharina von Alexandrien, Maria mit dem Jesuskind, Barbara, Apollonia und Otmar, die beiden Letzteren als Halbplastiken, und an der Außenseite Gemälde, die die Heiligen Barbara und Apollonia sowie zwei Szenen aus der Katharinenlegende zeigen. Vor dem Hochaltar steht ein Holzrelief „Tod Mariens“ von ca. 1480.
Die beiden zweisäuligen Seitenaltäre mit späteren Altarblättern um 1870 von Alois Süßmeier, die Kanzel mit polygonem Korpus mit Evangelistenbildern von Süßmeier und die Rosenkranzmadonna sind Barockschöpfungen (um 1700); eine Plastik der Kirchenpatronin von etwa 1500 steht an der südlichen Langhauswand. In den alten Orgelprospekt wurde 1985 eine neue Orgel des Münchener Unternehmens WRK Orgelbau eingebaut.
In die Südwand des Torturms ist ein Sandstein-Ölbergrelief von 1480 eingelassen.
Die Pfarrei umfasste zum 1. Juni 2008 792 Katholiken. Zu ihr gehört ein Kindergarten.

## Wirtschaft
Der in Ingolstadt ansässige Hersteller von Spezial- und Sonderwerkzeugen Cartool hatte einen Produktionsstandort in Preith. Cartool wurde 2005 von der SPX Corporation übernommen. Das Unternehmen wurde in SPX Service Solutions Germany GmbH umbenannt und 2008 der Sitz des Unternehmens nach Preith verlegt. 2010 hatte das Unternehmen einen Umsatz von 136,9 Mio. Euro und neben Preith noch Standorte in Hainburg, Mönchengladbach, Köln und Garching. Im Dezember 2012 wurde das Unternehmen mit dem Standort in Preith an Bosch verkauft.

## Persönlichkeiten

### Söhne und Töchter von Preith
- Alois Brems (1906–1987), ehemaliger Bischof von Eichstätt.
- Franz Xaver Weigl (1878–1952), deutscher Pädagoge.

### Mit Preith verbunden
- Franz Xaver Bovius  (1677–1725), deutscher katholischer Priester und Hersteller von Sonnenuhren.  Von 1723 bis 1725 Pfarrer in Preith.
- Markus Buchheit (* 1983), deutscher Politiker der Alternative für Deutschland (AfD). Wuchs ab 1988 in Preith auf.
- Antonellus Elsässer OFM (1930–2014), deutscher katholischer Theologe. Von 1982 bis 2010 Pfarradministrator in Preith.
- Hans-Peter Schneider (* 1981), deutscher Autor.